# We Still Crunk!!
We Still Crunk!! es el segundo álbum de estudio del artista Lil' Jon..
Lil' Jon & The East Side Boyz se convirtieron en una sensación al público gracias a sus entradas musicales con instrumentales con mucho bajo, comercializable coros y energía.

## Lista de canciones
| We Still Crunk!! |                                                  |              |          |  |
| N.º              | Título                                           | Escritor(es) | Duración |  |
| 1.               | «We Still Crunk»                                 |              | 1:55     |  |
| 2.               | «I Like Dem Girlz»                               |              | 4:30     |  |
| 3.               | «Where Dem Girlz At?»                            |              | 4:00     |  |
| 4.               | «Bounce Dat Azz»                                 |              | 4:13     |  |
| 5.               | «Let My Nutz Go (con Too Short)»                 |              | 4:48     |  |
| 6.               | «Bia' Bia'»                                      |              | 3:52     |  |
| 7.               | «Du Maurier»                                     |              | 0:29     |  |
| 8.               | «Take Em Out»                                    |              | 4:36     |  |
| 9.               | «Uhh Ohhh (con Khugo)»                           |              | 5:10     |  |
| 10.              | «Put Yo Hood Up»                                 |              | 5:08     |  |
| 11.              | «Move Bitch (con Youngbloodz & Three Six Mafia)» |              | 4:15     |  |
| 12.              | «Fuck Security»                                  |              | 5:55     |  |
| 13.              | «Shut Down (con Intoxicated & Loko)»             |              | 7:18     |  |
| 14.              | «I Like Dem Girlz (Remix, con Too $hort)»        |              | 4:36     |  |
| 15.              | «Bia' Bia'»                                      |              | 5:02     |  |
| 16.              | «It Aint Over»                                   |              | 0:36     |  |
| 17.              | «We Don't Need That»                             |              | 4:33     |  |

## Premios en cartelera
| Cartelera                  | Posición |
| -------------------------- | -------- |
| Top Álbumes de R&B/Hip Hop | # 71     |

## Sencillos
"I Like Dem Girlz"
| Cartelera                      | Posición |
| ------------------------------ | -------- |
| Mejor sencillos de Rap         | # 3      |
| Mejor canciones de R&B/Hip Hop | # 55     |

"Put Yo Hood Up"
| Cartelera                 | Posición |
| ------------------------- | -------- |
| Mejor canción R&B/Hip Hop | # 80     |